# Kabinett Röder VI
Als Kabinett Röder VI bezeichnet man die saarländische Landesregierung unter Ministerpräsident Franz-Josef Röder (CDU) vom 1. März 1977 bis zu seinem Tod am 26. Juni 1979. Danach wurde das Kabinett bis zum 5. Juli 1979 kommissarisch von Werner Klumpp geleitet.
Bei den Landtagswahlen vom 4. Mai 1975 errang die CDU 25 der 50 Sitze im Landtag des Saarlandes. Nachdem sie zunächst ohne die absolute Mehrheit alleine weiterregierte, bildete sie im Frühjahr 1977 eine Koalition mit der FDP/DPS, was eine Kabinettsumbildung zur Folge hatte. Diesem neuen Kabinett gehörten an:
| Amt                                                                             | Name                                           | Partei | Partei  |
| ------------------------------------------------------------------------------- | ---------------------------------------------- | ------ | ------- |
| Ministerpräsident                                                               | Franz-Josef Röder                              |        | CDU     |
| Ministerpräsident                                                               | Werner Klumpp (kommissarisch ab 26. Juni 1979) |        | FDP/DPS |
| Minister für Wirtschaft, Verkehr und Landwirtschaft                             | Werner Klumpp                                  |        | FDP/DPS |
| Minister des Inneren                                                            | Alfred Wilhelm                                 |        | CDU     |
| Minister der Finanzen                                                           | Ferdi Behles                                   | CDU    |         |
| Minister für Rechtspflege und Bundesangelegenheiten, Bevollmächtigter beim Bund | Rainer Wicklmayr                               | CDU    |         |
| Minister für Kultus, Bildung und Sport                                          | Werner Scherer (bis 5. Dezember 1977)          | CDU    |         |
| Minister für Kultus, Bildung und Sport                                          | Josef Jochem (ab 7. Dezember 1977)             | CDU    |         |
| Ministerin für Arbeit, Gesundheit und Sozialordnung                             | Rosemarie Scheurlen                            |        | FDP/DPS |
| Minister für Umwelt, Raumordnung und Bauwesen                                   | Günther Schacht                                |        | CDU     |